# Minnesdagen för folkmordet på romer
Den 2 augusti varje år är minnesdagen för folkmordet på romer under Förintelsen. Dagen är en viktig del av romers kamp för upprättelse och erkännande sedan andra världskrigets slut.

## Historisk bakgrund
Natten mellan den 2 och 3 augusti 1944 avrättades omkring 4 300 romska fångar i det nazityska koncentrations- och förintelselägret Auschwitz-Birkenau, i det ockuperade Polen. SS-soldater drev dem till gaskamrarna och en säker död. Händelsen har i efterhand kommit att kallas för ”Zigenarnatten”. Totalt uppskattas ungefär en halv miljon romer ha mördats i Europa under andra världskriget.
I Auschwitz-Birkenau dödades omkring 20 000 romer. De var tatuerade med bokstaven Z och placerade i en specialavdelning där tusentals vuxna och barn rutinmässigt gasades eller slogs ihjäl, dog av sjukdomar, undernäring eller i medicinska experiment.
»Förföljelserna och grymheterna mot romer vare sig började eller slutade med Auschwitz. Det är därför viktigt att myndigheter och civilsamhälle går samman för att hålla minnet av "Zigenarnatten" vid liv«, sa Ingrid Lomfors, överintendent vid Forum för levande historia, i samband med en minnesceremoni 2017.
Sedan 2015 är den 2 augusti en officiell minnesdag i EU, för att hedra alla romer som mördades under Förintelsen.

## Minnesceremonin 2017
Minnesceremonin över Förintelsens romska offer högtidlighölls 2017 i Stockholm på Raoul Wallenbergs torg. Talare var bland annat Domino Kai, enhetschef på romskt informations- och kunskapscenter (RIKC), Berith Kalander, dotter till överlevande Hanna Dimitri, Emerich Roth, överlevande från Förintelsen, Diana Nyman, ordförande för Romska rådet i Göteborgs Stad, Aron Verständig, ordförande i Judiska Centralrådet och Christel Tholse Willers, VD för Utbildningsradion.

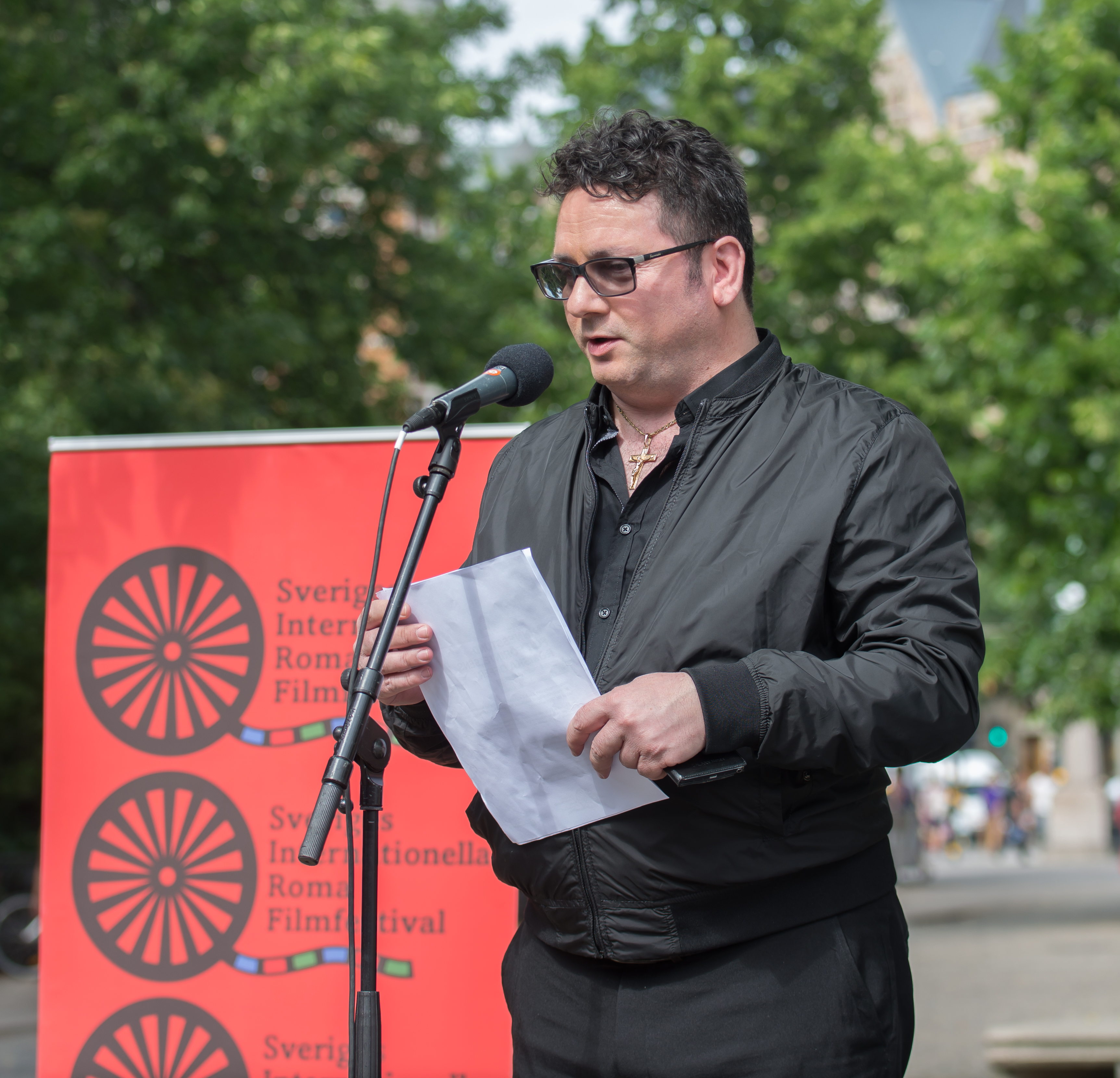
Domino Kai
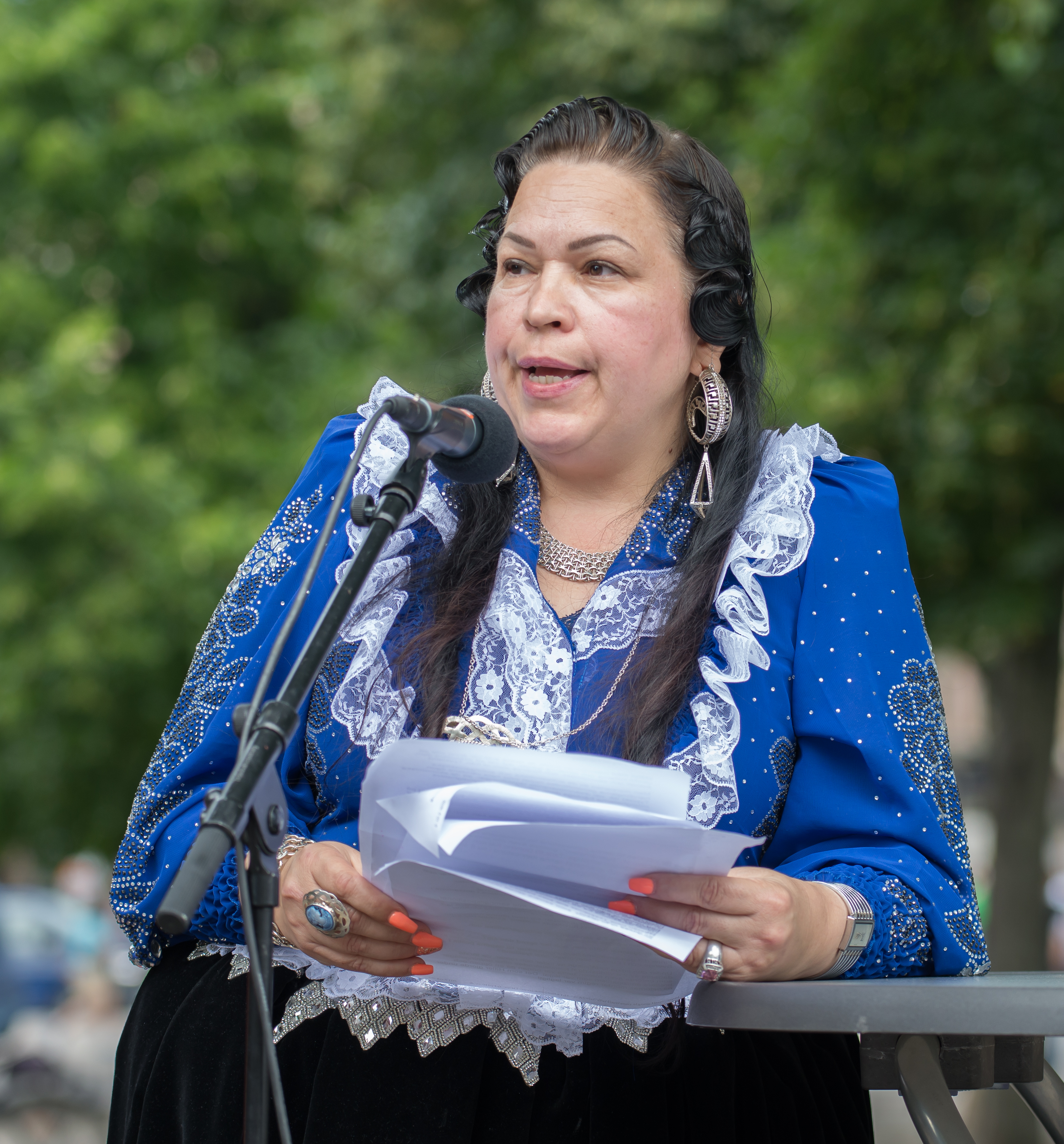
Diana Nyman
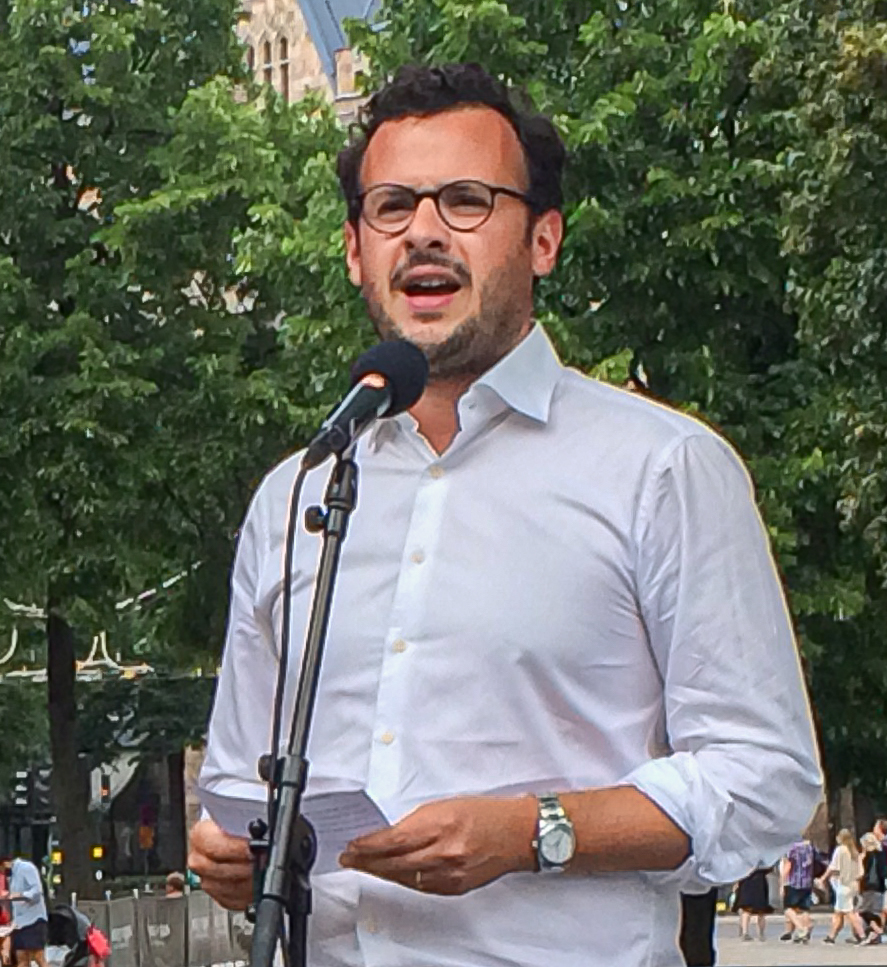
Aron Verständig
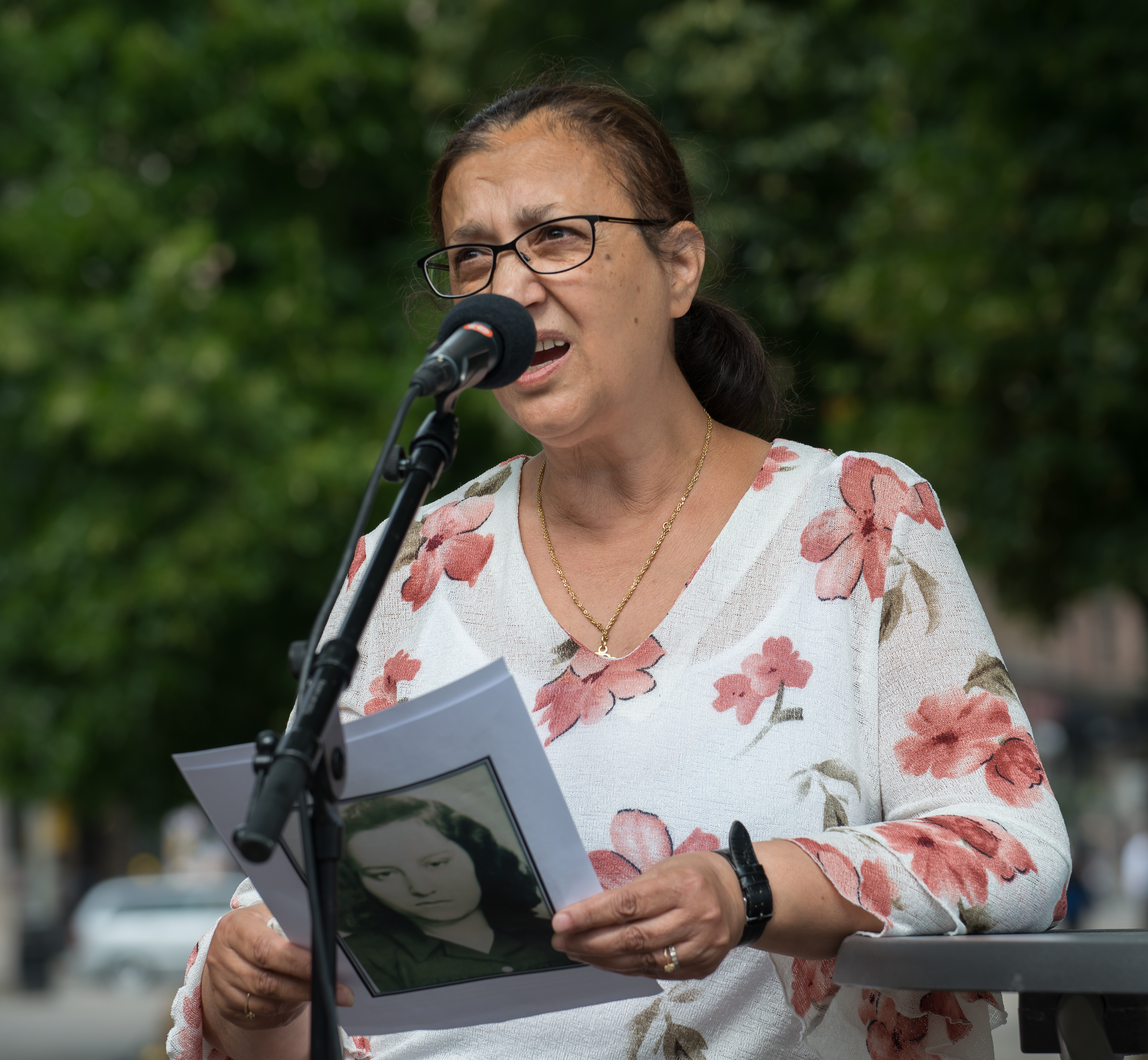
Berith Kalander
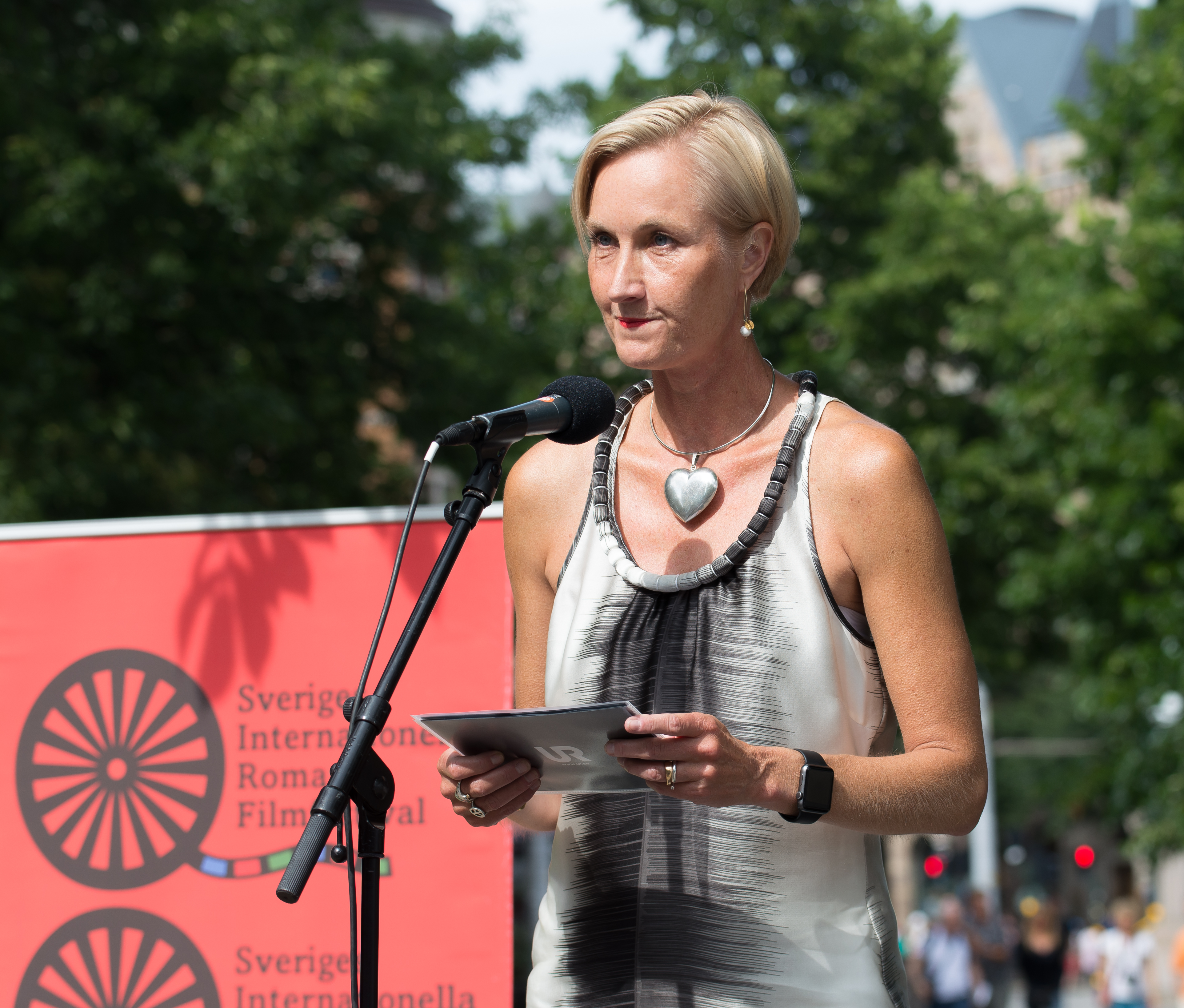
Christel Tholse Willers
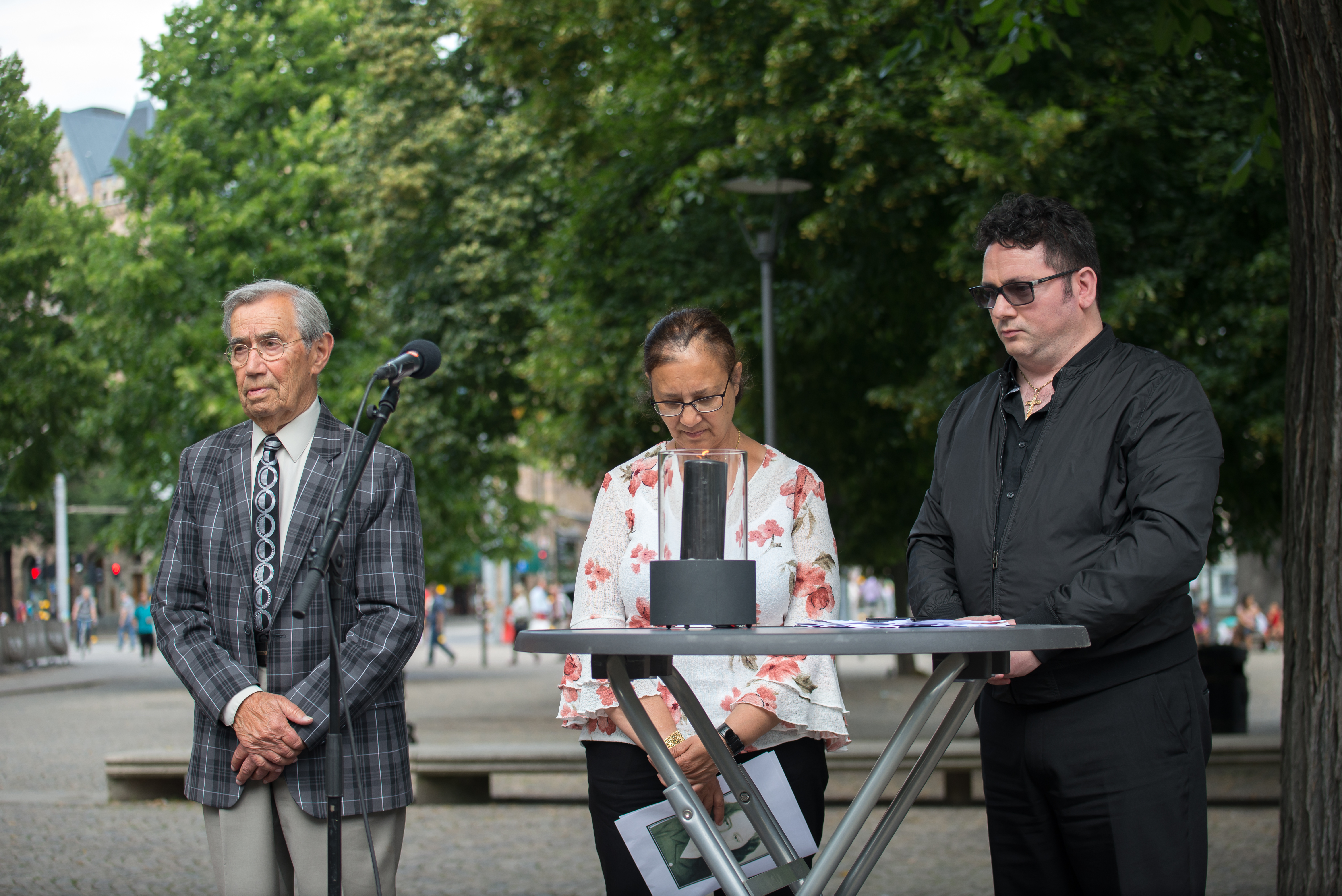
Emerich Roth, Berith Kalander och Domino Kai under en tyst minut.